# تپه خلیان
تپه خلیان مربوط به هزاره اول قم است و در شهرستان ارومیه، بخش صومای برادوست، دهستان برادوست، روستای خلیان واقع شده و این اثر در تاریخ ۲۷ بهمن ۱۳۸۷ با شمارهٔ ثبت ۲۴۶۴۳ به‌عنوان یکی از آثار ملی ایران به ثبت رسیده است.